# C2 CoE

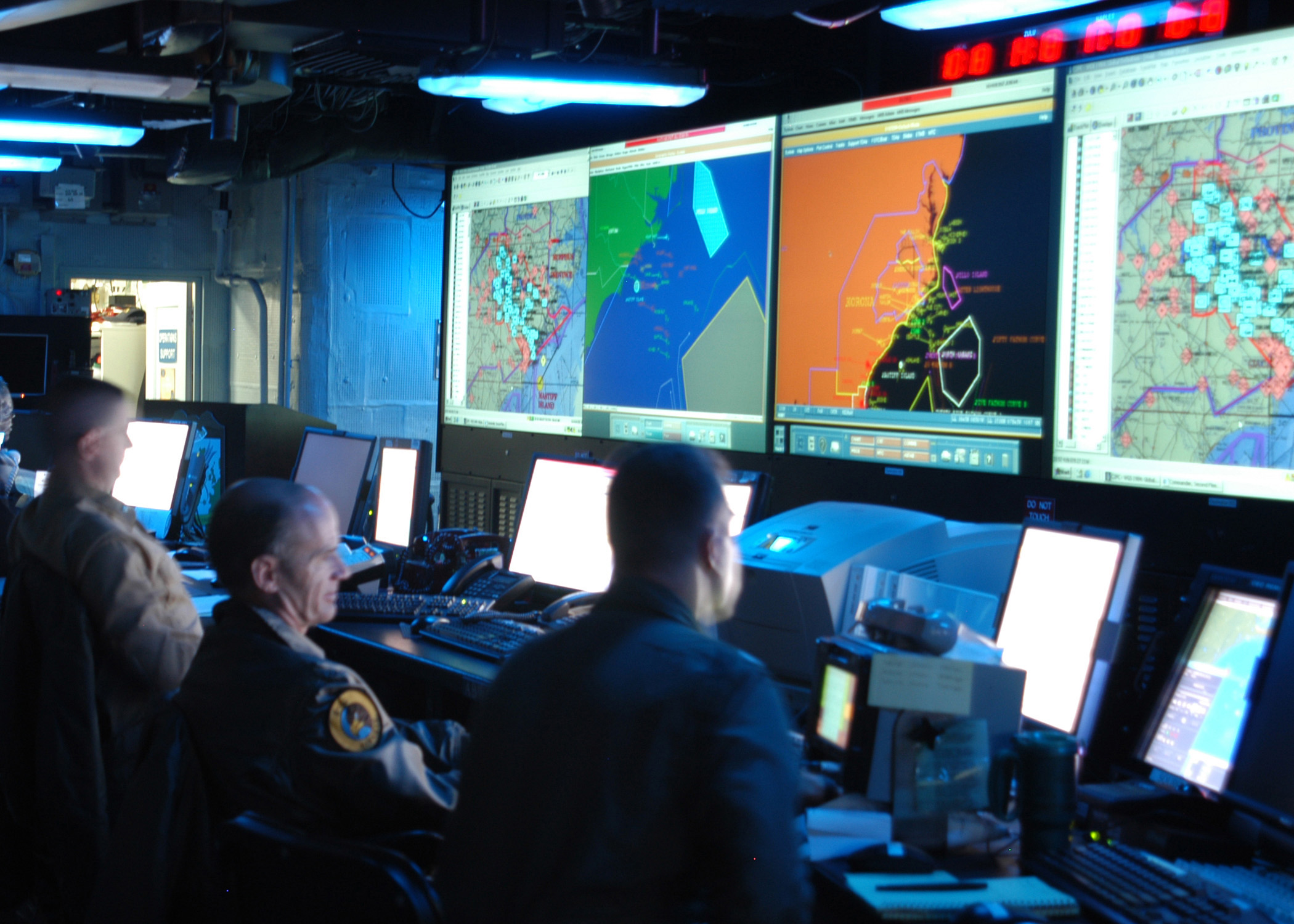

The Command & Control Centre of Excellence (С2 CoE) — Центр передового досвіду НАТО з командування та управління.
Розташований у м. Утрехт, Нідерланди, на території Kromhout Kazerne. Головна його місія — допомога державам-членам НАТО, партнерам та іншим країнам в удосконаленні їх спроможностей щодо командування та управління.
NATO С2 CoE офіційно акредитований в НАТО 2008 р.
Діяльність C2 CoE координує Командування ОЗС НАТО з питань трансформації.

## Галерея

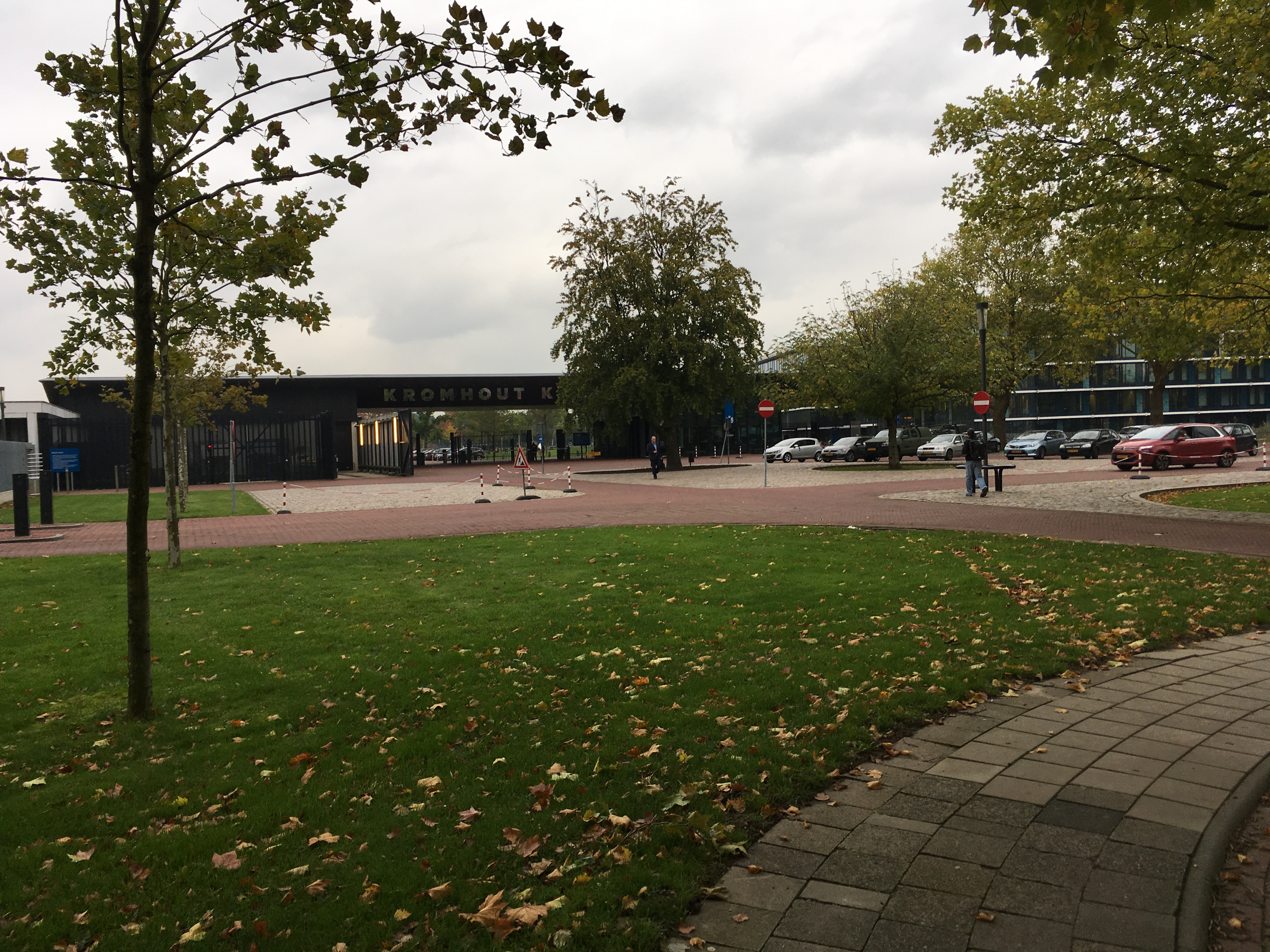
Kromhout Kazerne, де розташований C2 CoE
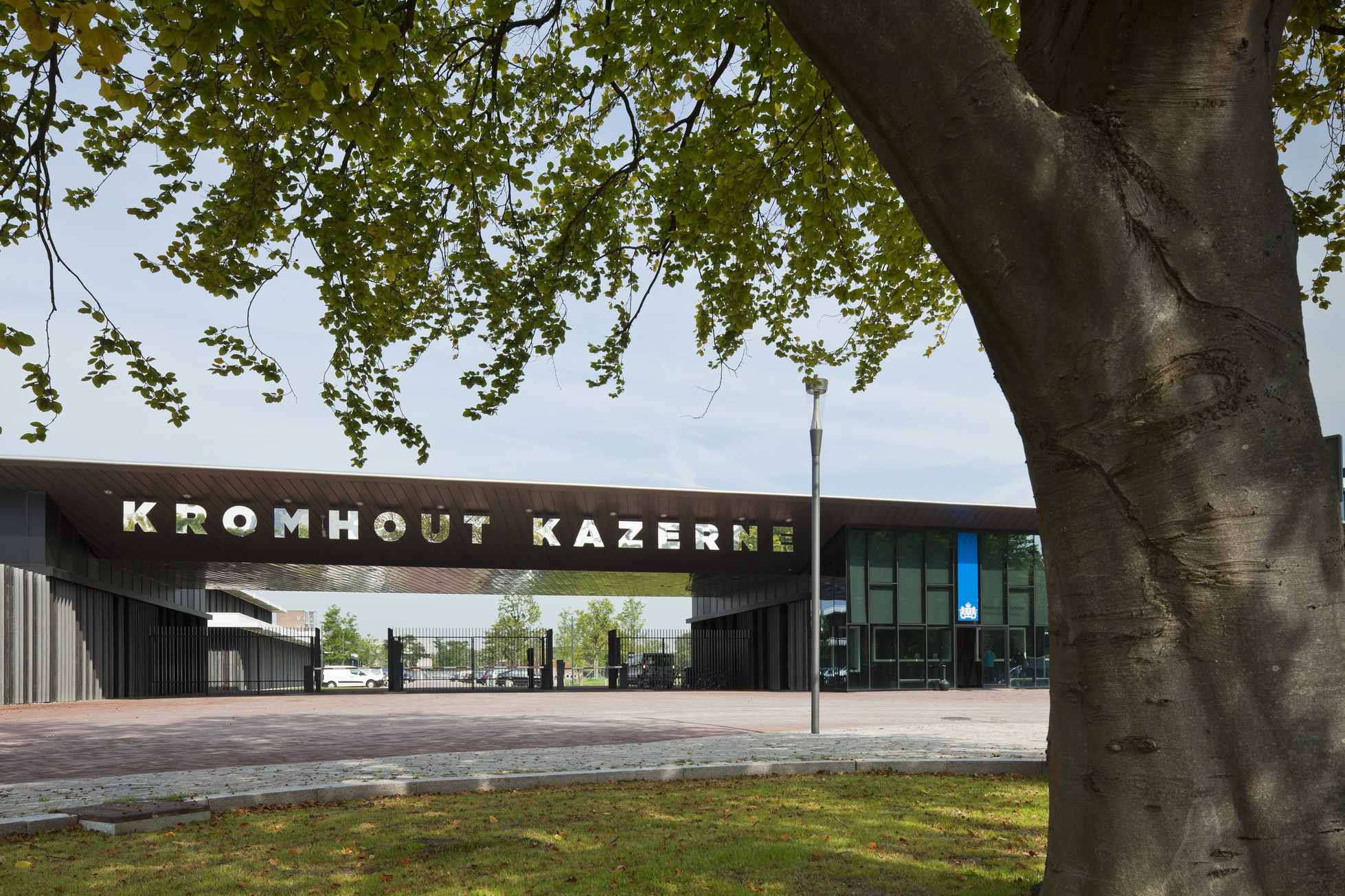